# Classics (álbum de Kenny Rogers e Dottie West)
Classics (em português:  Clássicos), é um álbum de dueto gravado pelos músicos norte-americanos Kenny Rogers e Dottie West, lançado em 1979. O álbum foi certificado de Platina pela RIAA.

## Lista de faixas
| Críticas profissionais | Críticas profissionais |
| Avaliações da crítica  | Avaliações da crítica  |
| Fonte                  | Avaliação              |
| ---------------------- | ---------------------- |
| Allmusic               | [ 1 ]                  |

1. "All I Ever Need Is You" (Jimmy Holiday, Eddie Reeves)
2. "'Til I Can Make It on My Own" (George Richey, Billy Sherrill, Tammy Wynette)
3. "Just the Way You Are" (Billy Joel)
4. "You Needed Me" (Randy Goodrum)
5. "(Hey Won't You Play) Another Somebody Done Somebody Wrong Song" (Larry Butler, Chips Moman)
6. "Together Again" (Buck Owens)
7. "Midnight Flyer" (Paul Craft)
8. "You've Lost That Lovin' Feelin" (Barry Mann, Phil Spector, Cynthia Weil)
9. "Let's Take the Long Way Around the World" (Archie Jordan, Naomi Martin)
10. "Let It Be Me" (Gilbert Bécaud, Mann Curtis, Pierre Delanoé)